# Ángel de Saavedra
Ángel de Saavedra, 3. vévoda z Rivasu (známý jako Duque de Rivas; 10. března 1791, Córdoba – 22. června 1865, Madrid) byl španělský básník, dramatik a politik. Dne 18. července 1854 byl jmenován premiérem Španělska, hned druhý den byl ale regentem Baldomero Esparterem odvolán.
Působil jako velvyslanec v Neapoli (1846–), v Paříži (1857–1858), či jako předseda Španělské královské akademie (RAE).

## Síla osudu
Známá je jeho hra Don Álvaro o la fuerza del sino (Don Álvaro čili síla osudu) z roku 1835, první romantický úspěch ve španělském divadle. Tato hra se stala v roce 1861 předlohou pro libreto Verdiho opery Síla osudu. Autor ale nebyl touto skutečností nijak nadšen. Zúčastnil se sice osobně uvedení opery v Madridu v roce 1963, ale podle dobových svědectví dával ostentativně najevo své znechucení. 